# Guntharic (duc)
Guntharic, également orthographié Guntarith (en grec ancien : Γόνθαρις (Gontharis)), est un officier byzantin d'origine germanique sous le règne de l'empereur Justinien (527-565) qui participe aux guerres des Byzantins en Afrique. Premier officier subalterne du général Solomon, il est élevé, après la mort de ce dernier, aux postes de maître des soldats (magister militum vacans) et de duc de Numidie et se rebelle contre le maître des soldats, Aréobindus. Avec l'aide de chefs de tribus berbères, il envahit Carthage, assassine Aréobindus et se proclame souverain autonome de l'Afrique jusqu'à son assassinat dans un complot conçu par Artabanès et Athanase.

## Biographie
Les origines de Guntharic ne sont pas connues mais il porte un nom d'origine germanique orientale.
Il apparaît pour la première fois dans les sources en l'an 540 quand il sert comme garde du corps du général Solomon. Lorsque Solomon prépare une expédition contre le chef berbère Iaudas dans les Aurès cette année-là, il est envoyé contre eux avec une petite force. Après avoir installé son camp près de Begas, sur la rivière Abigas, il les a affrontés, mais a été battu et contraint de fuir vers son camp, où il a été assiégé. Pour faciliter le siège, les Berbères ont détourné la rivière Abigas, provoquant une inondation dans le campement, qui a presque coûté la vie à l'armée byzantine, qui a finalement été sauvée par des renforts envoyés par Solomon. En 544, Guntharic, peut-être encore comme garde du corps de Solomon, participe à la bataille de Cillium, face au chef berbère Antalas, qui aboutit à une lourde défaite des Byzantins et à la mort au combat de Solomon. Le poète épique byzantin Corippe attribue la responsabilité de la défaite à Guntharic, qu'il accuse de trahison.
À la fin de 545, il est nommé maître titulaire des soldats et duc de Numidie, étant dès lors commandant des troupes régulières de Numidie. Dans la même période, deux mois après le départ de Serge d'Afrique, Guntharic organise une rébellion et incite les Berbères à attaquer Carthage. Lorsqu'il est convoqué à la capitale par le maître des soldats Aréobindus, il reçoit le commandement des troupes contre les Berbères. Profitant de l'occasion, il passe un accord secret avec le chef berbère Antalas dans lequel il s'engage à tuer Aréobindus et à partitionner l'Afrique, laissant Antalas avec la moitié de la richesse d'Aréobindus et en tant que dirigeant de la Byzacène avec 1 500 soldats byzantins, tandis que lui-même commandait le reste de la région de Carthage. Certains soldats impériaux, stationnés à un camp au poste des Dix miles (Ad Decimum), ont retrouvé les Berbères et les ont affrontés, en tuant certains d'entre eux. Cet événement a rendu Guntharic furieux, car il a mis ses projets en péril.
Tout en tenant son allié Antalas informé, Guntharic s'allie secrètement aux chefs berbères Iaudas et Cusina. Il a l'intention de tuer Aréobindus au combat, de sorte qu'il ne soit pas nécessaire de déclarer une rébellion ouverte. Cependant, étant donné les réticences de l'officier byzantin, Guntharic est contraint de déclarer une rébellion. En mars 546, il se dirige en direction de Carthage près de Cusina et Iaudas, tandis qu'Antalas pilonne la Byzacène. Dans la cité, il ouvre et bloque les portes et organise un grand contingent derrière les remparts. Son but est de faire peur à Aréobindus et de le renvoyer à Constantinople, mais le mauvais temps l'en empêchera.
Ensuite, Guntharic incite ses troupes à l'hostilité envers Aréobindus et Athanase, le préfet du prétoire, les accusant d'avoir délibérément privé les troupes de leur dû. Une bataille s'ensuit autour des portes et la garnison de la cité est vaincue. Guntharic est entré dans le palais de Carthage, a organisé des troupes dans le port et les portes et a convaincu Aréobindus de quitter son sanctuaire dans un monastère local et de se rendre au palais du gouverneur. Là, il le célèbre et le traite avec un grand honneur, mais il ordonne sa mise à mort dans son propre logement quand il dormira. La tête d'Aréobindus est envoyée à Antalas, mais Guntharic refuse de lui donner les troupes et l'argent promis.
Au cours de son règne, il prévoit d'épouser Préjecta, veuve d'Aréobindus et nièce de l'empereur Justinien (527-565), afin d'assurer son pouvoir, et envoie une armée dirigée par l'officier Artabanès et Cusina contre Antalas, qui organisait une lutte armée contre Guntharic.
Selon des sources, son règne n'aurait duré que 36 jours, se terminant éventuellement en mai après son assassinat par un complot orchestré par Artabanès et peut-être Athanase.

## Référencement